# Кристали (оркестър)
Кристали е български попфолк оркестър създаден е през 1993 г. Негов ръководител и основател е Кирил Борисов.

## Дискография

### Студийни албуми
- Оле, Стоичков (1994)
- Море от любов (1994)
- Бягаш ти от мен (1996)
- Нова мода (1996)
- Авантюра (1998)
- Целуни ме бързо (1999)
- Палава жена (2000)
- Живот като на кино (2000)
- Уикенд и любовна интрига (2001)
- Романа (2003)
- Baby (2007)
- Не сменяй канала (2010)
- Запазена марка (2011)
- Рекордьори‎ (2013)
- Живеем за това‎ (2014)
- Две лица (2015)

### Компилации
- The best (1998)
- Златни цигански хитове (2012)

### Live албум
- Оркестър Кристали и приятели – Live (2012)

### Видео албуми
- Море от любов (1995)